# Laiusevälja
Laiusevälja (‘Laiuse-Buiten’) is een plaats in de Estlandse gemeente Jõgeva, provincie Jõgevamaa. De plaats heeft 85 inwoners (2021) en heeft de status van dorp (Estisch: küla).

## Geschiedenis
Laiusevälja ligt ten noordoosten van de grotere plaats Laiuse. Het dorp ontstond in 1977 uit een samenvoeging van zes kleine dorpjes (Mõisaküla, Kasvandiku, Kirikuküla, Lehtmetsa, Rava en Vanatänava). De naam Mõisaküla leeft voort in het Mõisaküla kalmistu, het Oosters-orthodoxe kerkhof in het dorp. Het hoort bij de Laiuse Jumalaema Sündimise kirik, de eveneens orthodoxe Kerk van de Geboorte van God. De kerk is gebouwd in 1893 en gesloten in 1987. Sindsdien is de kerk in verval.
Bij Laiusevälja liggen de ruïnes van de burcht van Laiuse (Estisch: Laiuse ordulinnus). De burcht, die voor het eerst werd genoemd in 1406, raakte zwaar beschadigd in 1558, gedurende de Lijflandse Oorlog, maar is daarna nog wel gebruikt door Poolse en Zweedse troepen. Tijdens de Grote Noordse Oorlog had Karel XII van Zweden hier zijn hoofdkwartier. Sindsdien raakte de burcht verder in verval. De restanten zijn sinds 1999 een monument.

## Geboren in Laiusevälja
- Jaan Poska (1866–1920), Estisch politicus en een van de grondleggers van de Republiek Estland.

## Foto's

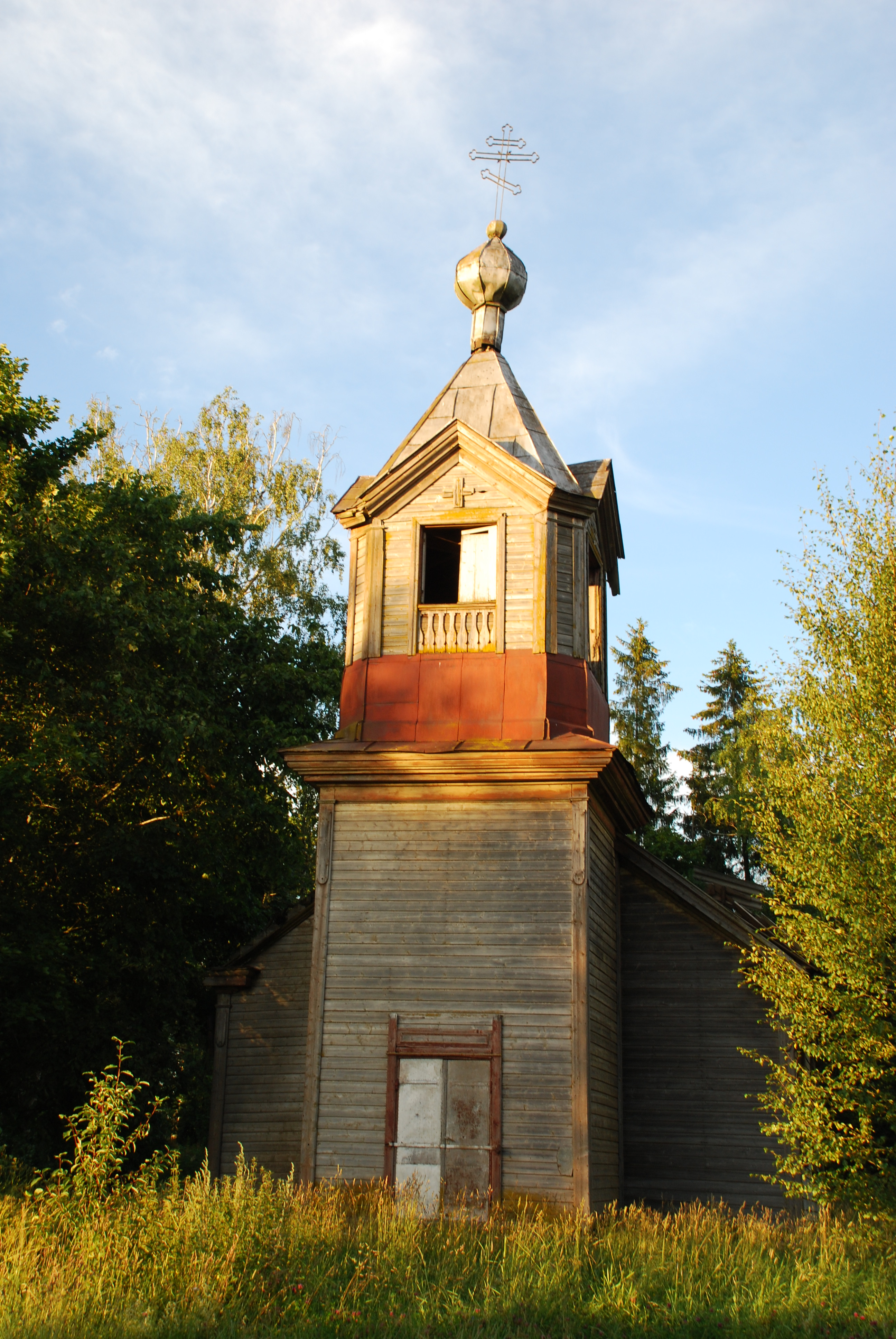
Ruïne van de Kerk van de Geboorte van God
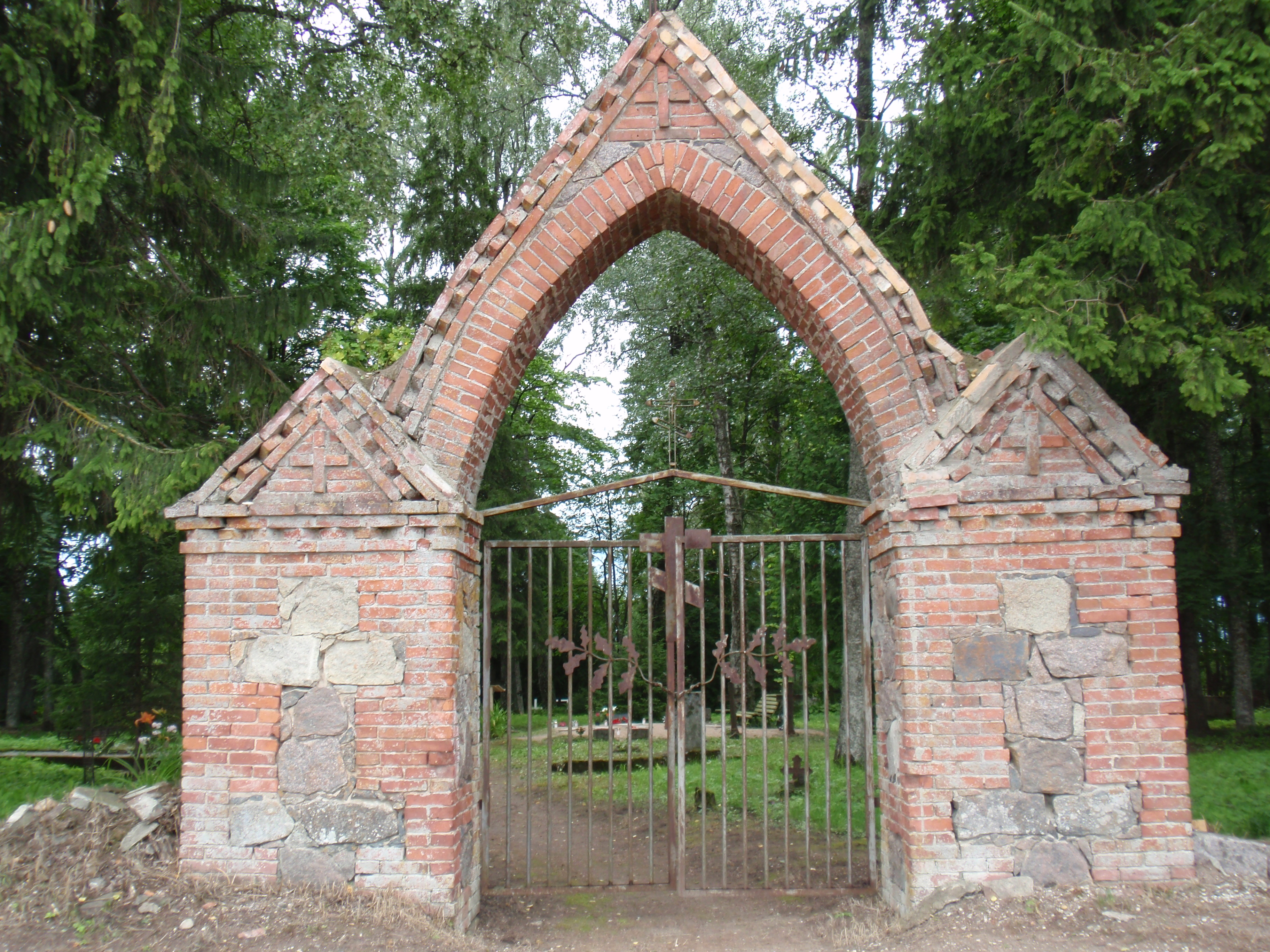
Toegangspoort tot het orthodoxe kerkhof
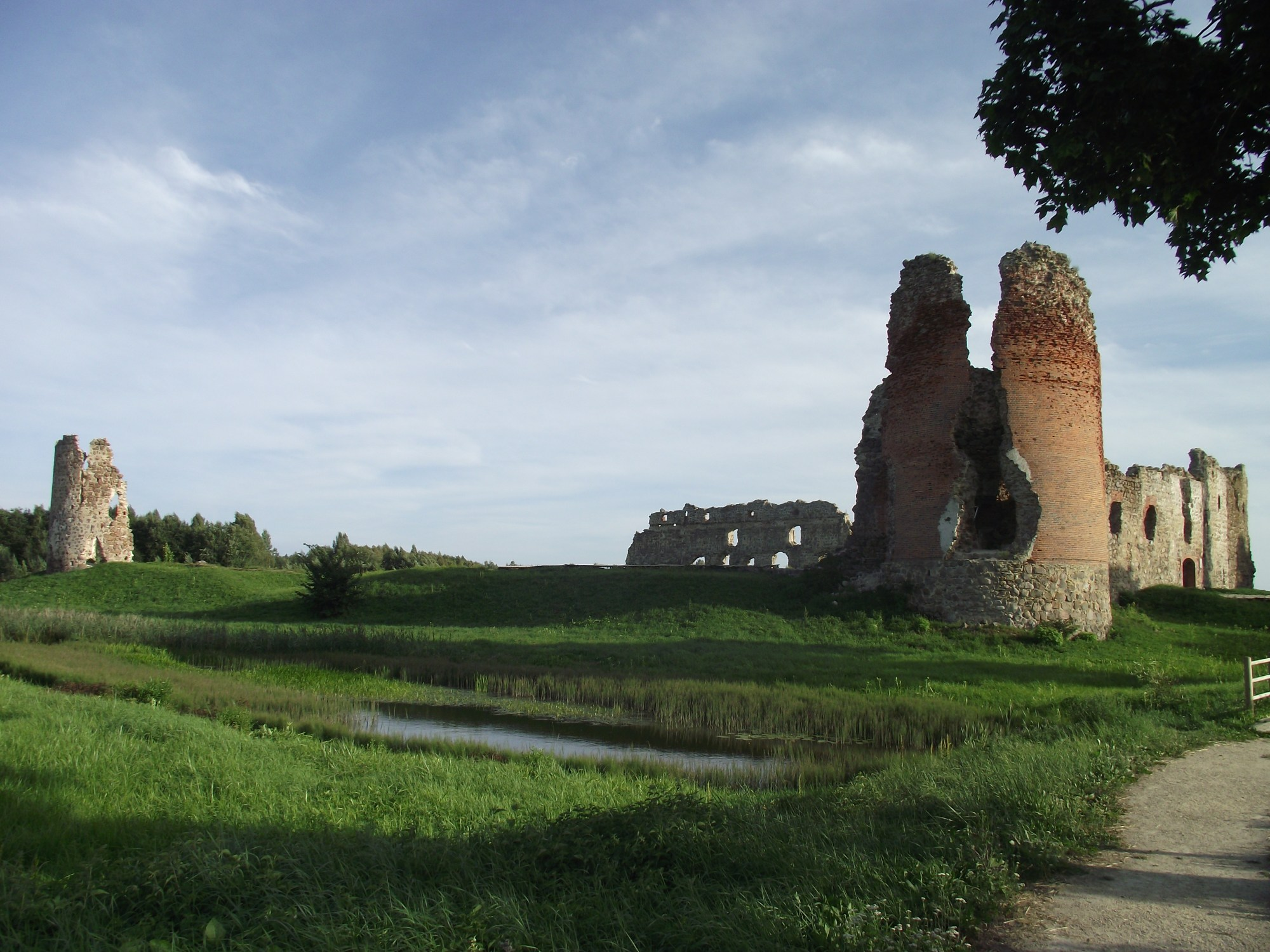
Overzichtsfoto van de burcht
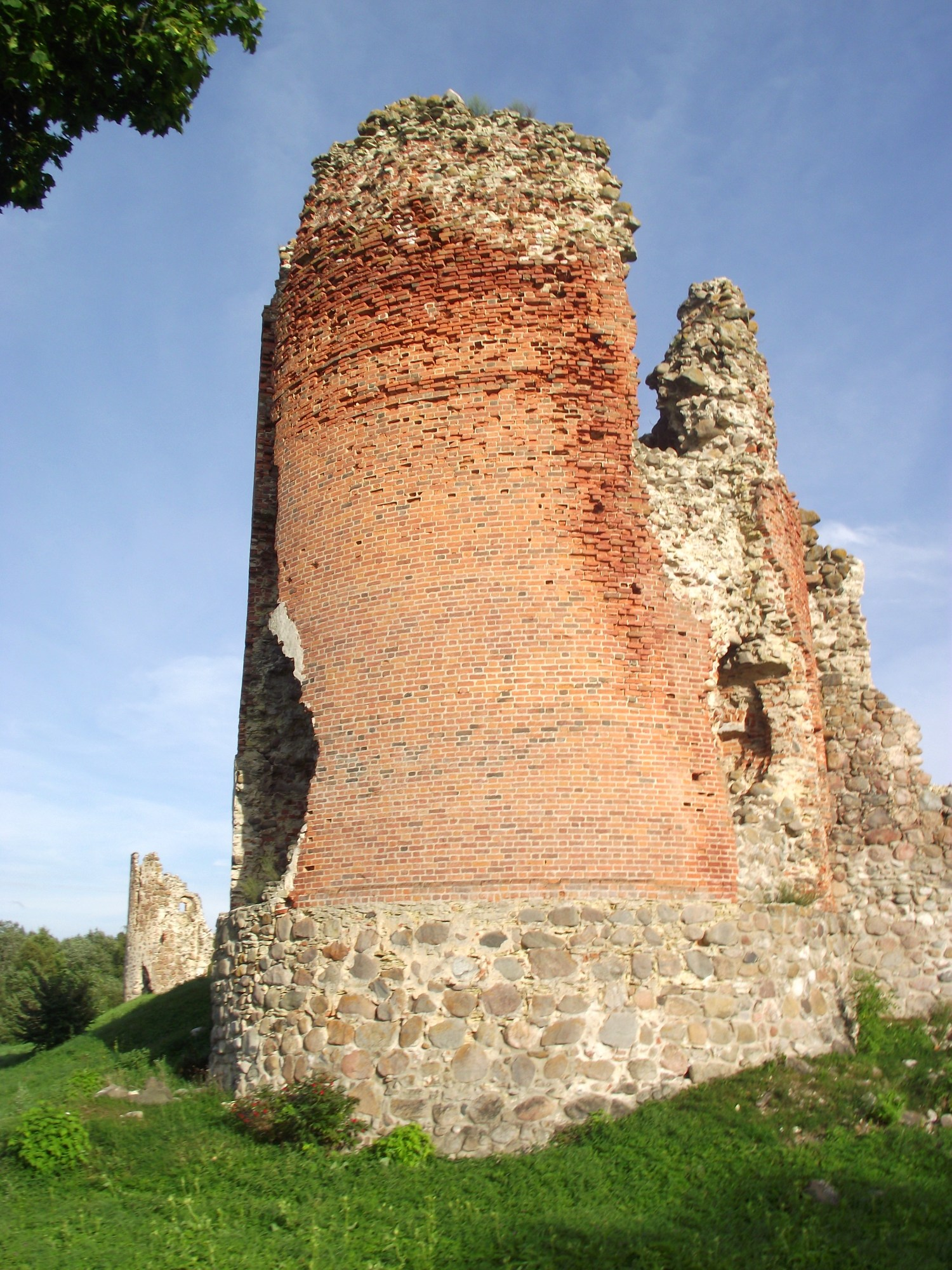
Restant van een toren
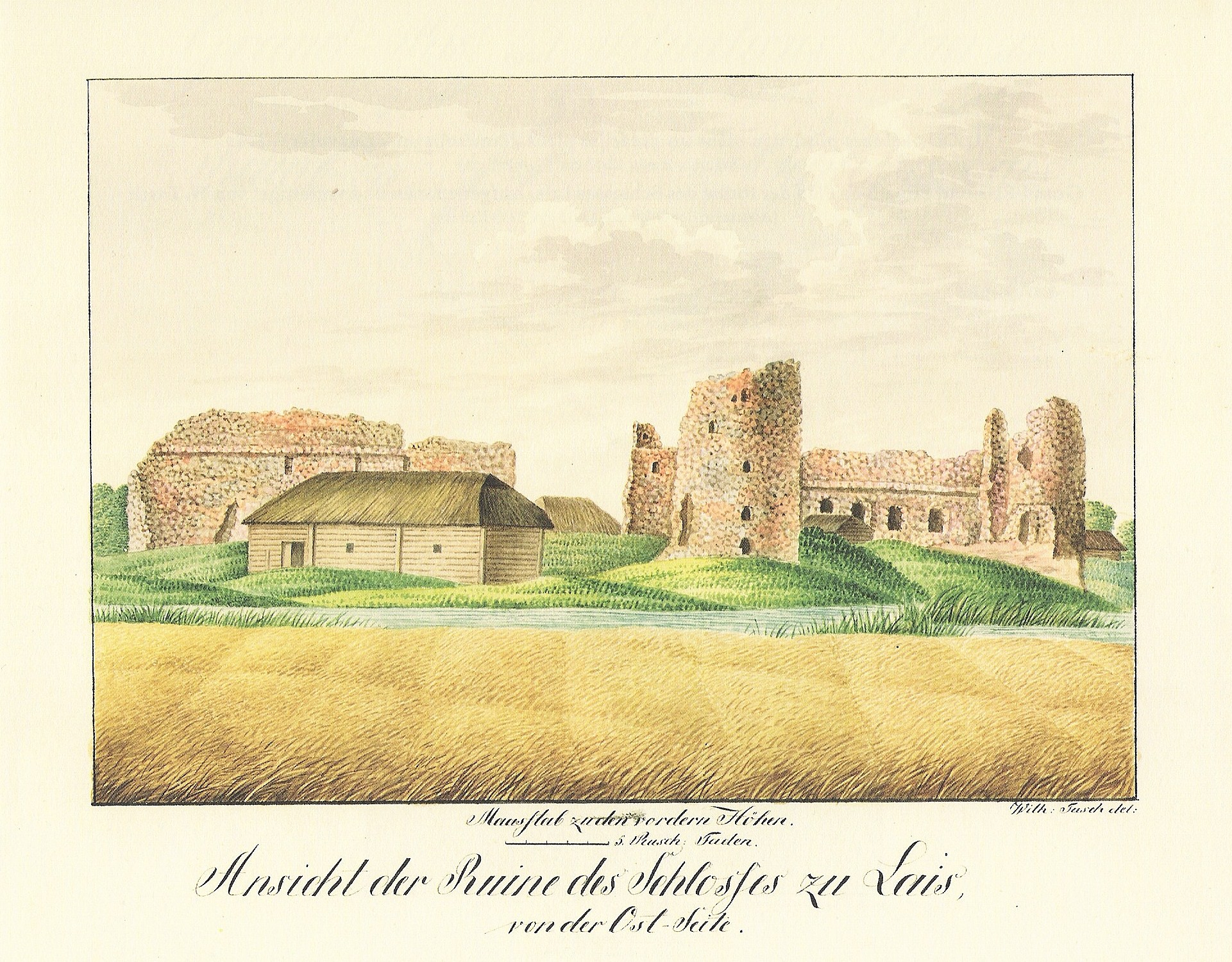
De burchtruïne, 19e-eeuwse tekening door Wilhelm Tusch